# EuroLiga
La EuroLiga (en inglés: EuroLeague), es la máxima competición de clubes de baloncesto de Europa. Disputada desde la temporada 2000-01 es organizada y controlada por la compañía privada EuroLeague Basketball —responsabilidad de la EuroLeague Commercial Assets (ECA)—. En ella participan equipos de hasta 10 países diferentes miembros de FIBA Europa que provienen de un consorcio de las principales ligas profesionales de baloncesto de Europa, llamado Unión de Ligas Europeas de Baloncesto (ULEB). Se trata de la contraparte directa de la liga estadounidense, la NBA.
Su cobertura mediática alcanza televisivamente a 199 países, situándola como una de las competiciones referentes a nivel mundial, llegando incluso a ser una de las más populares en países como China, donde un total de 245 millones de hogares reciben señal. También es televisada en los Estados Unidos y Canadá a través de su canal oficial NBA TV, además de en línea a través de ESPN3. La Final Four es emitida en hasta 201 países. En España actualmente la emite Movistar Plus+, que posee los derechos de televisión hasta la temporada 2025-26.
Es considerada como la competición sucesora de la Copa de Europa organizada por la FIBA, después relevada por la ECA, donde en su cómputo global es el Real Madrid el club más laureado con once títulos, mientras que, contabilizando únicamente el nuevo formato, es el Panathinaikos B. C. quien domina el palmarés con cinco títulos.

## Historia

### Denominaciones de la competición
A lo largo de su historia la denominación histórica de Copa de Campeones Europeos de la FIBA fue variando por diversas circunstancias hasta que la ULEB sucedió a la FIBA como organizadora y pasó a ser conocida como EuroLiga de la ULEB desde entonces. Así pues, ha contado con las siguientes denominaciones:
- Copa de Campeones Europeos de la FIBA (1958-91).
- Liga Europea de la FIBA (1991-96).
- EuroLiga de la FIBA (1996-2000).
- SuproLiga de la FIBA (2000-01).
- EuroLiga de la ULEB (2001-Act.).

### Antecedentes y origen
|  | Para más detalles sobre la competición precursora, consultar Copa de Europa de la FIBA. |

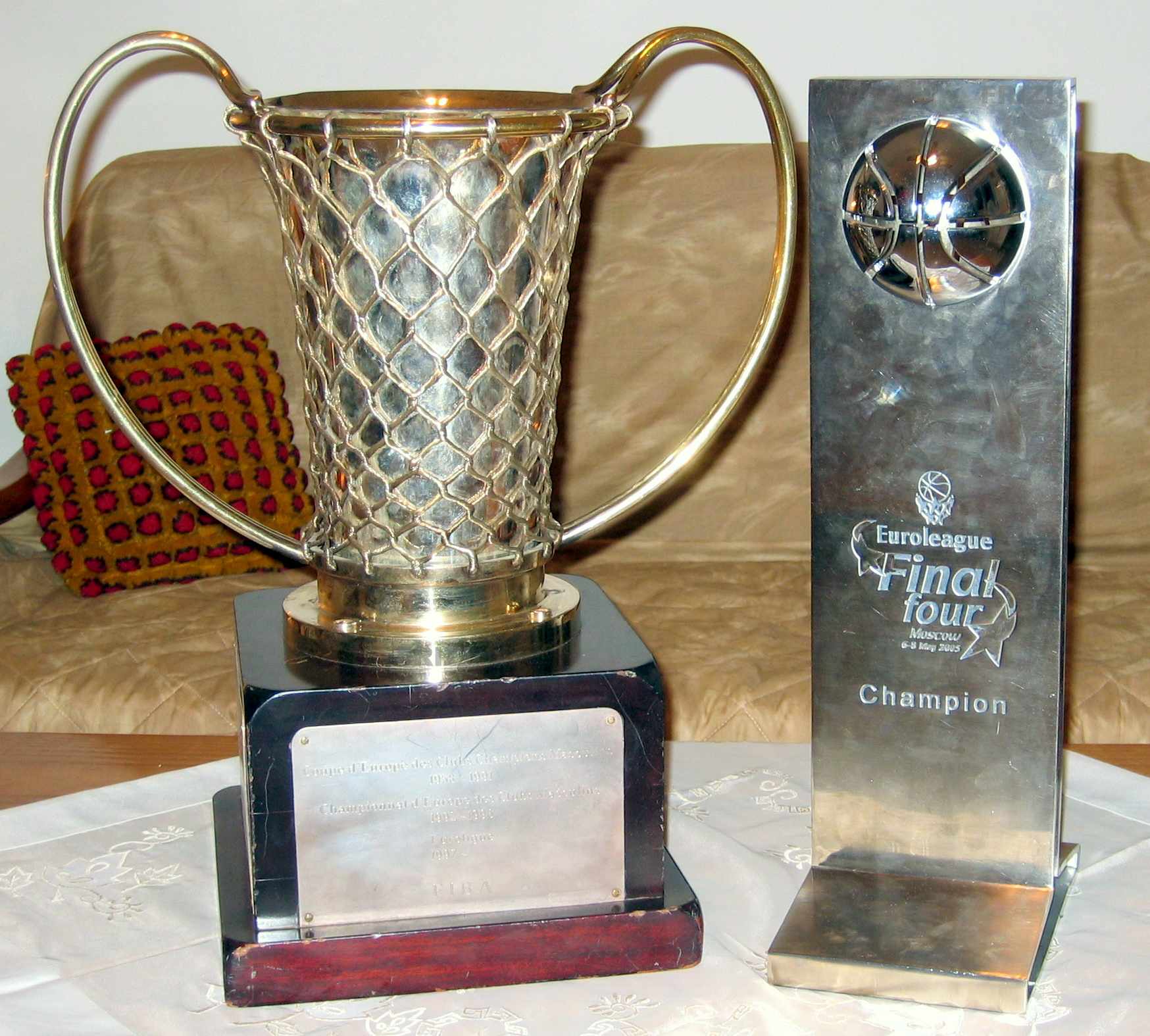
Antiguos trofeos de la competición.

Fue en la temporada 1957-58 cuando la FIBA Europa estableció la primera competición a nivel europeo entre clubes para designar al mejor club del Viejo Continente. Creada por el máximo organismo baloncestístico paralelamente y a semejanza de su homóloga en fútbol en vista de su éxito, a instancias del diario deportivo francés de L'Équipe, se estudió su idea por primera vez en la Conferencia de Naciones Europeas y del Litoral Mediterráneo de 1957 de Múnich.
Tras una reunión del secretario general de la FIBA William Jones durante el Europeo de 1957 de Bulgaria con representantes de cinco de las confederaciones nacionales: Bora Stanković por Yugoslavia, Raimundo Saporta por España, Robert Busnel por Francia, Miloslav Kriz por Checoslovaquia, y Nikolai Semashko por la Unión Soviética, fue aprobada en la segunda conferencia a finales de año que tuvo lugar en la ciudad de Gauting de la República Federal Alemana.
Dicha comisión trasladó la propuesta a sus respectivas federaciones en lo que iba a ser inicialmente una competición entre seis clubes, pero debido a la magnitud y repercusión del evento se amplió al resto de estamentos con la idea de enviar cada una a sus respectivos campeones de liga para competir por el título de mejor club de Europa. El rotativo galo donó el primer trofeo en disputa.
Tras la respuesta afirmativa final de veinticuatro de los estamentos nacionales, comenzó a disputarse el 22 de febrero siendo el partido celebrado en Bruselas entre el Royal IV Sport Club Anderlechtois y el Basket-Ball Club Etzella Ettelbruck luxemburgués el primer encuentro de la historia de la competición. En él se impusieron los locales por 82–43, mientras que el torneo fue bautizado con el nombre de Copa Europea de Clubes Campeones Masculinos de la FIBA o simplemente como Copa de Campeones Europeos de la FIBA. En ella se dividió a los participantes en cuatro grupos conformados por proximidad geográfica para abaratar costes de desplazamiento, y pese a que estaba programado un primer partido de clasificación entre los campeones de Siria y Líbano, finalmente estos últimos se retiraron dando con los veintitrés participantes finales. Dichos grupos sirvieron para dilucidar los ocho equipos clasificados a los cuartos de final, siendo finalmente el Armijas Sporta Klubs Rīga soviético el primer vencedor tras derrotar por un 170-152 global a la sección baloncestística del Student·skoto Fizkulturno Druzhestvo Akademik búlgaro (en español: Sociedad Deportiva Estudiantes-Europeos Académicos).

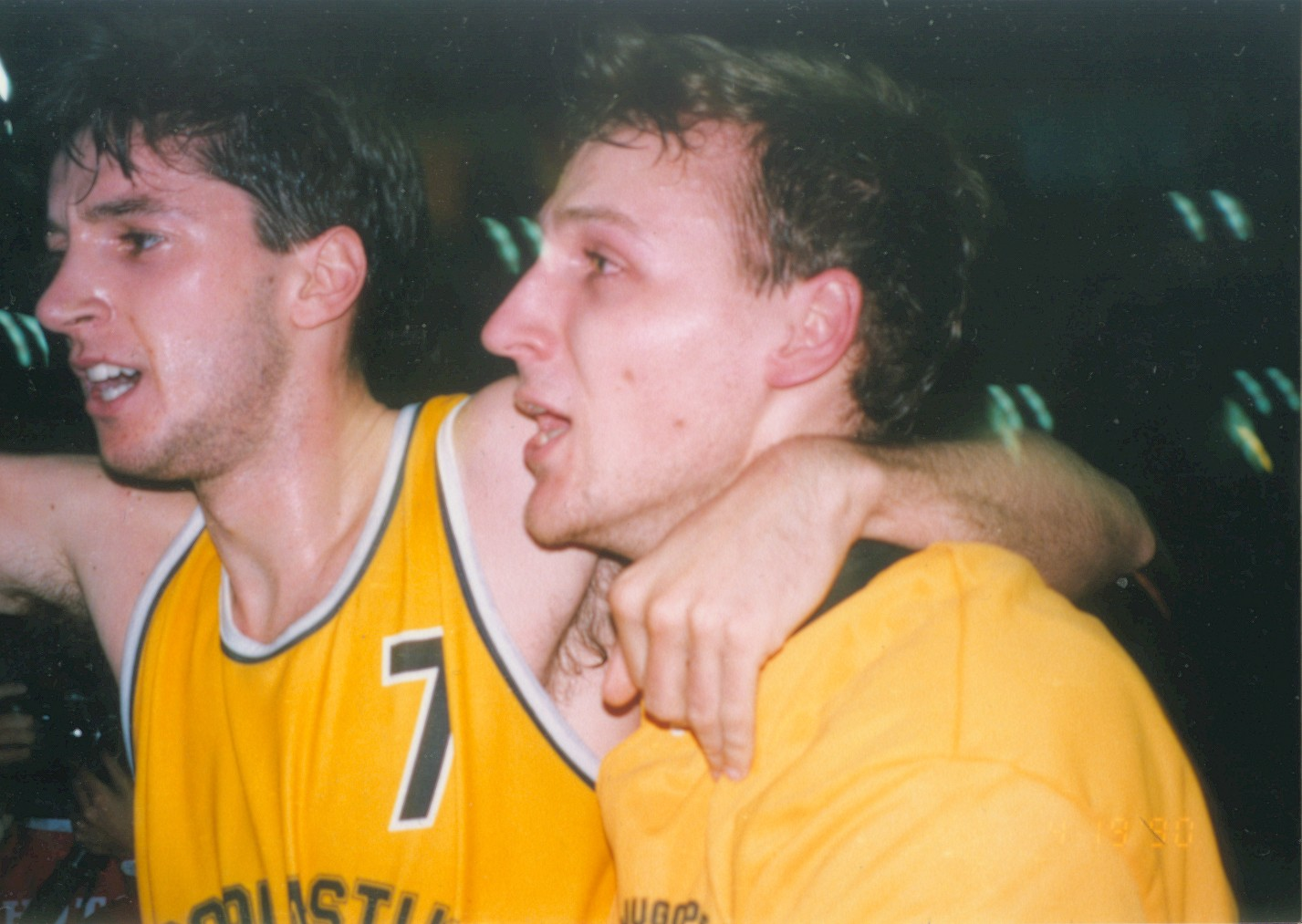
Toni Kukoč y Dino Rađa, dos de los jugadores históricos de la competición.

Se celebró desde 1958 hasta el verano de 2000, concluyendo con la temporada 1999–2000. Fue entonces cuando se creó la EuroLeague Basketball.

### Nacimiento de la EuroLeague Basketball
La Copa de Europa es la máxima competición europea de clubes desde 1957, denominada desde 1988 Liga Europea y EuroLiga, hasta que en el año 2000 se produjo una escisión y la ULEB gestionó la competición al margen de la FIBA, habiendo aquel año dos campeones, hasta que en 2004 FIBA y ULEB resolvieron sus diferencias y la FIBA aceptó la EuroLiga de la ULEB como la máxima competición europea de clubes que desde 1957 designa al campeón de Europa correspondiente a la temporada 2000/01. Desaparecieron la Recopa de Europa (denominada Copa Saporta en honor al histórico dirigente) y la Copa Korac, naciendo una nueva competición, la Copa ULEB.
La FIBA nunca había registrado la marca "EuroLeague", a pesar de que había utilizado ese nombre para la competición desde 1996. La EuroLeague Basketball simplemente se apropió del nombre, y desde la FIBA no tenían ningún recurso legal para hacer nada al respecto, por lo que se vieron obligados a buscar un nuevo nombre para su campeonato. Por lo tanto, la temporada se inició con 2 competiciones de clubes de baloncesto de Europa: la SuproLeague (anteriormente conocida como la Copa de Europa) y la EuroLeague.
La grieta entre los clubes de baloncesto de Europa no mostró inicialmente señales de terminar. Los mejores equipos de baloncesto de Europa también se dividieron entre las dos ligas: Panathinaikos, Maccabi Elite, CSKA Moscú y Efes Pilsen se quedaron con la FIBA, mientras que el Olympiacos, Kinder Bolonia, Real Madrid, FC Barcelona, TAU Cerámica y Benetton Basket se unieron a la EuroLeague Basketball.
En mayo de 2001, Europa contaba con dos campeones continentales, el Maccabi Elite de la SuproLeague y Kinder Bolonia de la EuroLeague. Los líderes de ambas organizaciones se dieron cuenta de la necesidad de llegar a una competencia unificada. Aunque sólo con un año de edad, la EuroLeague Basketball negoció desde una posición de fuerza y con unos procedimientos dictados. La FIBA esencialmente no tuvo más remedio que estar de acuerdo con los términos de la EuroLeague Basketball. Como resultado, los equipos que compitieron en la SuproLeague durante la temporada 2000-01 se unieron a la EuroLeague.
En esencia, FIBA se quedó a cargo de competiciones de equipos nacionales (como el EuroBasket, el Mundial, y los Juegos Olímpicos), mientras que la EuroLeague Basketball se hizo cargo de las competiciones de clubes profesionales europeos. A partir de ese momento, la Copa Korać y la Copa Saporta duraron sólo una temporada más, que fue cuando la EuroLeague Basketball lanzó la Copa ULEB, ahora conocida como la EuroCup.
En noviembre de 2015, la EuroLeague Basketball e IMG acordaron una empresa conjunta de 10 años. Ambos se encargará de la operación comercial, y la gestión de todos los derechos globales que abarcan tanto los medios de comunicación y marketing.

### Patrocinio de Turkish Airlines
El 26 de julio de 2010, Turkish Airlines y EuroLeague Basketball anunciaron un acuerdo estratégico de 15 millones de euros para patrocinar la máxima competición de clubes de baloncesto de Europa. Según el acuerdo, a partir de la temporada 2010-11, la máxima competición europea será nombrada Turkish Airlines EuroLeague. Del mismo modo, la Final Four será nombrada la Turkish Airlines EuroLeague Final Four, en el que aparecerá el nuevo título de liga en todos los medios en consecuencia. Esta asociación tendrá una duración de cinco temporadas, con la opción de extenderlo a otras cinco.

## Sistema de competición
A pesar de la nueva escisión con la FIBA, la EuroLiga seguía siendo la máxima competición europea de clubes.
La segunda fase, conocida como el Top 16, comenzaba con 16 equipos organizados en dos grupos de ocho equipos. Al igual que en la fase de grupos, cada grupo del Top 16 se disputaba mediante un sistema de todos contra todos.
La tercera fase son los Playoffs que ya se jugaban desde la temporada 2004–05. Antes, sólo los ganadores de cada grupo del Top 16 avanzaban a la Final Four. Desde la temporada 2004–05 hasta la temporada 2011–12, los dos mejores equipos de cada grupo avanzaban a los Playoffs. En los Playoffs, los primeros equipos de cada grupo se enfrentaban a los segundos de cada grupo en una serie de Playoffs. Desde la temporada 2012–13, el Top 16 se amplió a dos grupos de ocho equipos cada uno y los cuatro mejores equipos de cada grupo pasan a los Playoffs. A partir de la temporada 2007–08, la serie era al mejor de tres, y se expandió a mejor de cinco partidos para la temporada 2008–09.
La Final Four, que se celebra en un sitio predeterminado, cuenta con los cuatro ganadores de las cuatro series de Playoffs en un torneo a partido único por eliminación. Los perdedores de las semifinales juegan por el tercer puesto y los ganadores pelean por el campeonato.
La gran novedad de la EuroLiga 2016/17, tras una nueva escisión con la FIBA, es el cambio de formato. Por primera vez en esta liga, todos los participantes se enfrentarán entre sí en una liga a ida y vuelta que consta de 30 jornadas. Los mejores ocho al final de la fase regular, jugarán un playoff de cuartos de final que decidirá los cuatro participantes de la Final Four. Ese playoff será al mejor de cinco encuentros, con ventaja de campo para los que hubieran quedado mejor clasificados en la liga regular.

### Acceso a la competición
La liga normalmente, pero no siempre, incluye los campeones nacionales de los mejores países. Dependiendo del país, se conceden más plazas en función de:
- El rendimiento en la liga doméstica de la pasada temporada.
- El rendimiento durante las dos o tres últimas temporadas.
- Los contratos con la EuroLeague Basketball.
- Además, el ganador de la EuroCup de la pasada temporada recibe una plaza.

A partir de la temporada 2009–10, los criterios para disputarla cambiaron:
- Varios equipos elegidos a través de una fórmula basada en el rendimiento competitivo, los ingresos de televisión, y la asistencia en casa, reciben "Licencias A", dándoles entrada automática a la fase de grupos. Originalmente, 13 clubes recibieron una Licencia A, con el Asseco Prokom Gdynia de Polonia convirtiéndose en el 14.º antes de la temporada 2011–12.[14] Las licencias A se otorgan por tres años, lo que significa que el próximo ajuste de Licencias A no tuvo lugar hasta la temporada 2012–13. Sin embargo, la EuroLeague Basketball suspendió la licencia A de Virtus Roma después de que el club terminó en la mitad inferior de su liga doméstica en la temporada 2010–11.[15]

- Ocho equipos reciben cada año una "Licencia B" para disputar la fase de grupos. Siete de ellos se basan directamente en la clasificacióm de la liga doméstica en la que compite. La octava es una tarjeta de invitación de tres años sobre la base de factores similares a las Licencias A; la primera tarjeta de invitación se otorgó al ASVEL Basket.

- El ganador de la EuroCup de la pasada temporada recibe una "Licencia C" para disputar la fase de grupos. Si el club se clasifica a través de una Licencia B a través de su liga doméstica, la Licencia C se destinará a un equipo que pague una tarjeta de invitación.

- Otros ocho equipos disputan la Fase Previa y el ganador recibe una "Licencia B".

## Participantes
La organización actual de la liga establece a los equipos en un grupo único con enfrentamientos a ida y vuelta previo al sistema de play-offs similar al formato NBA, el cual fue introducido en la temporada 2016-17 coincidiendo con su última remodelación. Reflejando la distribución de la población del territorio que conforman los equipos, la mayoría de los equipos están en la mitad de la Europa meridional: tres equipos están en la península ibérica, uno en la península itálica, siete en la península balcánica, uno en las costas orientales del mar Levantino, uno en la zona central y tres en la oriental.

### Licencias
La EuroLiga de la ULEB se originó en el año 2000 con veinticuatro equipos, estableciéndose desde entonces diferentes criterios de acceso que asentasen el formato de competición, creciendo y decreciendo el número para conformar un plantel compuesto por 16 equipos bajo un sistema de licencias. Estos equipos se encontraban localizados en Europa, Israel y, ocasionalmente, la parte asiática de Rusia y Turquía, como países transcontinentales entre Europa y Asia.
La EuroLeague Basketball dispensaba once licencias tipo "A" —con derecho a participación fija—, y las restantes de tipo "B", "C" o "D", en función de estos criterios:
- Clubes con licencia A, cuya participación estaba asegurada todos los años
- Clubes con licencia B, que participaban por su clasificación en su liga doméstica durante la temporada anterior
- Clubes con licencia C, que participaban por haber ganado la EuroCup durante la temporada anterior
- Clubes con licencia D, invitados a participar durante un año

Durante su asamblea de 2019, EuroLeague Basketball aprobó un nuevo sistema de licencias para entrar en vigor a partir de la temporada 2020-21, si bien era igual al usado ya en la temporada 2019-20. Con este sistema, las licencias se distribuyen como sigue:
- 11 clubes licenciados (equivalentes a la antigua licencia A)
- 2 invitados plurianuales
- 2 licencias para el campeón y finalista de la EuroCup de la temporada anterior[n 4]
- 3 invitados anuales

Durante la temporada 2019-20, las 18 licencias se distribuyen así:
| Clubes licenciados                | Clubes licenciados               | Clubes licenciados | Clubes licenciados                 | Clubes licenciados |
| Liga                              | Equipo                           | Ciudad             | Pabellón                           | Fundación          |
| --------------------------------- | -------------------------------- | ------------------ | ---------------------------------- | ------------------ |
| ACB                               | Real Madrid                      | Madrid             | WiZink Center                      | 1931               |
| ACB                               | Fútbol Club Barcelona            | Barcelona          | Palau Blaugrana                    | 1926               |
| ACB                               | Saski Baskonia                   | Vitoria            | Fernando Buesa Arena               | 1959               |
| HEBA                              | Panathinaikós Basketball Club    | Atenas             | OAKA Indoor Hall                   | 1922               |
| HEBA                              | Olympiakós Basketball Club       | El Pireo           | Stadio Eirinis kai Filias          | 1931               |
| BSL                               | Fenerbahçe Basketbol Şubesi      | Estambul           | Ülker Sports Arena                 | 1913               |
| BSL                               | Anadolu Efes Spor Kulübü         | Estambul           | Sinan Erdem Spor Salonu            | 1976               |
| VTB                               | P. B. K. CSKA                    | Moscú              | Megasport Sport Palace             | 1924               |
| BSL                               | Maccabi Tel Aviv Basketball Club | Tel Aviv           | Menora Mivtachim Arena             | 1932               |
| LKL                               | Basketball Club Žalgiris         | Kaunas             | Žalgiris Arena                     | 1944               |
| LBSA                              | Pallacanestro Olimpia Milano     | Milán              | Mediolanum Forum                   | 1936               |
| Clubes invitados por varios años  |                                  |                    |                                    |                    |
| BBL                               | Bayern Múnich                    | Múnich             | Audi Dome                          | 1946               |
| LNB                               | ASVEL Lyon-Villeurbanne          | Lyon               | Astroballe                         | 1948               |
| ABA                               | Dubai Basketball Club            | Dubái              | Coca-Cola Arena                    | 2023               |
| Clubes clasificados en la EuroCup |                                  |                    |                                    |                    |
| ACB                               | Valencia Basket                  | Valencia           | La Fonteta                         | 1986               |
| BBL                               | ALBA Berlín                      | Berlín             | Mercedes-Benz Arena                | 1991               |
| Clubes invitados por un año       |                                  |                    |                                    |                    |
| VTB                               | BK Jimki                         | Jimki              | Basketball Center of Moscow Region | 1997               |
| VTB                               | Zenit de San Petersburgo         | San Petersburgo    | Sibur Arena                        | 2003               |
| ABA                               | Estrella Roja de Belgrado        | Belgrado           | Kombank Arena                      | 1945               |

### Licencias A retiradas
- Asseco Gdynia (PLK - Polonia)
- Pallacanestro Virtus Roma (LBSA - Italia)
- Polisportiva Mens Sana (LBSA - Italia)
- Club Baloncesto Málaga (ACB - España)

### Capacidad de la cancha
En 2008 EuroLeague Basketball decidió abrir un plazo de cuatro años para que todos los equipos con licencia A ampliaran la capacidad de sus canchas hasta un mínimo de 10 000 espectadores; por tanto, a partir de la temporada 2012–13 la norma entró en vigor. Los equipos con licencia B, C o D deben usar canchas con capacidad para al menos 5000 espectadores.

## Palmarés
Para un mejor detalle de las finales véase Finales de la EuroLiga
| Temporada                             | Campeón                               | Resultado                             | Subcampeón                            | Sede                                  | Notas                                                              |
| Copa de Campeones Europeos de la FIBA | Copa de Campeones Europeos de la FIBA | Copa de Campeones Europeos de la FIBA | Copa de Campeones Europeos de la FIBA | Copa de Campeones Europeos de la FIBA | Copa de Campeones Europeos de la FIBA                              |
| ------------------------------------- | ------------------------------------- | ------------------------------------- | ------------------------------------- | ------------------------------------- | ------------------------------------------------------------------ |
| 1957-58                               | A. S. K. Rīga                         | 86–81, 84–71                          | S. F. D. Akademik                     | Riga, Sofía                           |                                                                    |
| 1958–59                               | A. S. K. Rīga                         | 79–58, 69–67                          | S. F. D. Akademik                     | Riga, Sofía                           |                                                                    |
| 1959–60                               | A. S. K. Rīga                         | 86–81, 84–71                          | B. C. Dinamo Tbilisi                  | Tiflis, Riga                          | Récord de campeonatos consecutivos (3).                            |
| 1960–61                               | P. B. K. CSKA                         | 87–62, 61–66                          | A. S. K. Rīga                         | Riga, Moscú                           |                                                                    |
| 1961–62                               | B. C. Dinamo Tbilisi                  | 90–83                                 | Real Madrid                           | Ginebra                               | Primera final a partido único.                                     |
| 1962–63                               | P. B. K. CSKA                         | 69–86, 91–74, 99–80                   | Real Madrid                           | Madrid, Moscú                         | Final con partido de desempate.                                    |
| 1963–64                               | Real Madrid                           | 99–110, 84–64                         | Spartak Z. J. Š. Brno                 | Brno, Madrid                          |                                                                    |
| 1964–65                               | Real Madrid                           | 81–88, 76–62                          | P. B. K. CSKA                         | Moscú, Madrid                         | Última final a doble partido.                                      |
| 1965–66                               | Olimpia Milano                        | 77–72                                 | S. K. Slavia Praha                    | Bolonia                               |                                                                    |
| 1966–67                               | Real Madrid                           | 91–83                                 | Olimpia Milano                        | Madrid                                |                                                                    |
| 1967–68                               | Real Madrid                           | 98–95                                 | Spartak Z. J. Š. Brno                 | Lyon                                  |                                                                    |
| 1968–69                               | P. B. K. CSKA                         | 103–99                                | Real Madrid                           | Barcelona                             |                                                                    |
| 1969–70                               | Pallacanestro Varese                  | 79–74                                 | P. B. K. CSKA                         | Sarajevo                              |                                                                    |
| 1970–71                               | P. B. K. CSKA                         | 67–53                                 | Pallacanestro Varese                  | Amberes                               |                                                                    |
| 1971–72                               | Pallacanestro Varese                  | 70–69                                 | K. K. Split                           | Tel Aviv                              |                                                                    |
| 1972–73                               | Pallacanestro Varese                  | 71–66                                 | P. B. K. CSKA                         | Lieja                                 |                                                                    |
| 1973–74                               | Real Madrid                           | 84–82                                 | Pallacanestro Varese                  | Nantes                                |                                                                    |
| 1974–75                               | Pallacanestro Varese                  | 79–66                                 | Real Madrid                           | Amberes                               |                                                                    |
| 1975–76                               | Pallacanestro Varese                  | 81–74                                 | Real Madrid                           | Ginebra                               |                                                                    |
| 1976–77                               | Maccabi Tel Aviv B. C.                | 78–77                                 | Pallacanestro Varese                  | Belgrado                              |                                                                    |
| 1977–78                               | Real Madrid                           | 75–67                                 | Pallacanestro Varese                  | Múnich                                |                                                                    |
| 1978–79                               | K. K. Bosna                           | 96–93                                 | Pallacanestro Varese                  | Grenoble                              | Récord de finales consecutivas de una misma federación (10).       |
| 1979–80                               | Real Madrid                           | 89–85                                 | Maccabi Tel Aviv B. C.                | Berlín                                |                                                                    |
| 1980–81                               | Maccabi Tel Aviv B. C.                | 80–79                                 | V. P. Bologna                         | Estrasburgo                           |                                                                    |
| 1981–82                               | Pallacanestro Cantù                   | 86–80                                 | Maccabi Tel Aviv B. C.                | Colonia                               |                                                                    |
| 1982–83                               | Pallacanestro Cantù                   | 69–68                                 | Olimpia Milano                        | Grenoble                              |                                                                    |
| 1983–84                               | P. V. Roma                            | 79–73                                 | F. C. Barcelona                       | Ginebra                               |                                                                    |
| 1984–85                               | K. K. Cibona                          | 87–78                                 | Real Madrid                           | El Pireo                              |                                                                    |
| 1985–86                               | K. K. Cibona                          | 84–72                                 | B. C. Žalgiris                        | Budapest                              |                                                                    |
| 1986–87                               | Olimpia Milano                        | 71–69                                 | Maccabi Tel Aviv B. C.                | Lausana                               |                                                                    |
| 1987–88                               | Olimpia Milano                        | 90–84                                 | Maccabi Tel Aviv B. C.                | Gante                                 | Instauración del premio MVP de la final.                           |
| 1988–89                               | K. K. Split                           | 75–69                                 | Maccabi Tel Aviv B. C.                | Múnich                                |                                                                    |
| 1989–90                               | K. K. Split                           | 72–67                                 | F. C. Barcelona                       | Zaragoza                              |                                                                    |
| 1990–91                               | K. K. Split                           | 70–65                                 | F. C. Barcelona                       | París                                 | Récord de campeonatos consecutivos igualado (3).                   |
| Liga Europea de la FIBA               |                                       |                                       |                                       |                                       |                                                                    |
| 1991-92                               | K. K. Partizan                        | 71–70                                 | Joventut de Badalona                  | Estambul                              |                                                                    |
| 1992-93                               | C. S. P. Limoges                      | 59–55                                 | Pallacanestro Treviso                 | El Pireo                              |                                                                    |
| 1993-94                               | Joventut de Badalona                  | 59–57                                 | Olympiakós Pireás                     | Tel Aviv                              |                                                                    |
| 1994–95                               | Real Madrid                           | 73–61                                 | Olympiakós Pireás                     | Zaragoza                              |                                                                    |
| 1995-96                               | Panathinaikós B. C.                   | 67–66                                 | F. C. Barcelona                       | París                                 |                                                                    |
| EuroLiga de la FIBA                   |                                       |                                       |                                       |                                       |                                                                    |
| 1996-97                               | Olympiakós Pireás                     | 73–58                                 | F. C. Barcelona                       | Roma                                  |                                                                    |
| 1997-98                               | V. P. Bologna                         | 58–44                                 | A. E. K.                              | Barcelona                             |                                                                    |
| 1998-99                               | B. C. Žalgiris                        | 82–74                                 | V. P. Bologna                         | Múnich                                |                                                                    |
| 1999-00                               | Panathinaikós B. C.                   | 73–67                                 | Maccabi Tel Aviv                      | Salónica                              |                                                                    |
| SuproLiga de la FIBA                  |                                       |                                       |                                       |                                       |                                                                    |
| 2000–01                               | Maccabi Tel Aviv B. C.                | 81–67                                 | Panathinaikós B. C.                   | París                                 | Instauración del premio MVP de la temporada.                       |
| EuroLiga de la ULEB                   |                                       |                                       |                                       |                                       |                                                                    |
| 2000–01                               | V. P. Bologna                         | 65-78, 94-73, 80-60, 79-96, 82-74     | Saski Baskonia                        | Bolonia, Vitoria                      | ULEB sucede a FIBA como organizador. Final al mejor de 5 partidos. |
| 2001–02                               | Panathinaikós B. C.                   | 89–83                                 | V. P. Bologna                         | Bolonia                               | Establecimiento de la Final Four con final a partido único.        |
| 2002–03                               | F. C. Barcelona                       | 76–65                                 | Pallacanestro Treviso                 | Barcelona                             |                                                                    |
| 2003–04                               | Maccabi Tel Aviv B. C.                | 118–74                                | F. P. Bologna                         | Tel Aviv                              |                                                                    |
| 2004–05                               | Maccabi Tel Aviv B. C.                | 90–78                                 | Saski Baskonia                        | Moscú                                 |                                                                    |
| 2005–06                               | P. B. K. CSKA                         | 73–69                                 | Maccabi Tel Aviv B. C.                | Praga                                 |                                                                    |
| 2006–07                               | Panathinaikós B. C.                   | 93–91                                 | P. B. K. CSKA                         | Atenas                                |                                                                    |
| 2007–08                               | P. B. K. CSKA                         | 91–77                                 | Maccabi Tel Aviv B. C.                | Madrid                                |                                                                    |
| 2008–09                               | Panathinaikós B. C.                   | 73–71                                 | P. B. K. CSKA                         | Berlín                                |                                                                    |
| 2009–10                               | F. C. Barcelona                       | 86–68                                 | Olympiakós Pireás                     | París                                 |                                                                    |
| 2010–11                               | Panathinaikós B. C.                   | 78–70                                 | Maccabi Tel Aviv B. C.                | Barcelona                             | Récord de títulos bajo nuevo formato (4).                          |
| 2011–12                               | Olympiakós Pireás                     | 62–61                                 | P. B. K. CSKA                         | Estambul                              |                                                                    |
| 2012–13                               | Olympiakós Pireás                     | 100–88                                | Real Madrid                           | Londres                               |                                                                    |
| 2013–14                               | Maccabi Tel Aviv B. C.                | 98–86                                 | Real Madrid                           | Milán                                 |                                                                    |
| 2014–15                               | Real Madrid                           | 78–59                                 | Olympiakós Pireás                     | Madrid                                |                                                                    |
| 2015–16                               | P. B. K. CSKA                         | 101–96                                | Fenerbahçe B. S.                      | Berlín                                |                                                                    |
| 2016–17                               | Fenerbahçe B. S.                      | 80–64                                 | Olympiakós Pireás                     | Estambul                              |                                                                    |
| 2017–18                               | Real Madrid                           | 85–80                                 | Fenerbahçe B. S.                      | Belgrado                              |                                                                    |
| 2018–19                               | P. B. K. CSKA                         | 91–83                                 | Anadolu Efes S. K.                    | Vitoria                               | Récord de más finales (7) bajo nuevo formato.                      |
| 2019–20                               | Cancelada por la pandemia de COVID-19 | Cancelada por la pandemia de COVID-19 | Cancelada por la pandemia de COVID-19 | Cancelada por la pandemia de COVID-19 | Cancelada por la pandemia de COVID-19                              |
| 2020–21                               | Anadolu Efes S. K.                    | 86-81                                 | F. C. Barcelona                       | Colonia                               |                                                                    |
| 2021–22                               | Anadolu Efes S. K.                    | 58-57                                 | Real Madrid                           | Belgrado                              |                                                                    |
| 2022–23                               | Real Madrid                           | 79-78                                 | Olympiakós Pireás                     | Kaunas                                | Récord de títulos (11) y de más finales (20) en cómputo general.   |
| 2023–24                               | Panathinaikos B. C.                   | 95-80                                 | Real Madrid                           | Berlín                                | Récord de títulos (5) bajo nuevo formato.                          |
| 2024–25                               | Fenerbahçe B. S.                      | 81-70                                 | AS Mónaco Basket                      | Abu Dabi                              |                                                                    |

### Títulos por equipo
Un total de veintidós equipos entre los 352 participantes históricos se han proclamado vencedores de la competición, y ocho más para un total de treinta han sido los que han conseguido alcanzar la final. Los vencedores pertenecen a diez países distintos, contabilizando los desaparecidos, completando el número de países con presencia en alguna final Checoslovaquia y Bulgaria.
| Equipo                 | Títulos | Subtítulos | Años campeonatos                                                 | Años subcampeonatos                                        |
| ---------------------- | ------- | ---------- | ---------------------------------------------------------------- | ---------------------------------------------------------- |
| Real Madrid            | 11      | 10         | 1964, 1965, 1967, 1968, 1974, 1978, 1980, 1995, 2015, 2018, 2023 | 1962, 1963, 1969, 1975, 1976, 1985, 2013, 2014, 2022, 2024 |
| P. B. K. CSKA          | 8       | 6          | 1961, 1963, 1969, 1971, 2006, 2008, 2016, 2019                   | 1965, 1970, 1973, 2007, 2009, 2012                         |
| Panathinaikós B. C.    | 7       | 1          | 1996, 2000, 2002, 2007, 2009, 2011, 2024                         | 2001                                                       |
| Maccabi Tel Aviv B. C. | 6       | 9          | 1977, 1981, 2001, 2004, 2005, 2014                               | 1980, 1982, 1987, 1988, 1989, 2000, 2006, 2008, 2011       |
| Pallacanestro Varese   | 5       | 5          | 1970, 1972, 1973, 1975, 1976                                     | 1971, 1974, 1977, 1978, 1979                               |
| Olympiakós Pireás      | 3       | 6          | 1997, 2012, 2013                                                 | 1994, 1995, 2010, 2015, 2017, 2023                         |
| Olimpia Milano         | 3       | 2          | 1966, 1987, 1988                                                 | 1967, 1983                                                 |
| A. S. K. Rīga          | 3       | 1          | 1958, 1959, 1960                                                 | 1961                                                       |
| K. K. Split            | 3       | 1          | 1989, 1990, 1991                                                 | 1972                                                       |
| F. C. Barcelona        | 2       | 6          | 2003, 2010                                                       | 1984, 1990, 1991, 1996, 1997, 2021                         |
| V. P. Bologna          | 2       | 3          | 1998, 2001                                                       | 1981, 1999, 2002                                           |
| Fenerbahçe B. S.       | 2       | 2          | 2017, 2025                                                       | 2016, 2018                                                 |
| Anadolu Efes S. K.     | 2       | 1          | 2021, 2022                                                       | 2019                                                       |
| Pallacanestro Cantù    | 2       | -          | 1982, 1983                                                       |                                                            |
| K. K. Cibona           | 2       | -          | 1985, 1986                                                       |                                                            |
| B. C. Dinamo Tbilisi   | 1       | 1          | 1962                                                             | 1960                                                       |
| Joventut de Badalona   | 1       | 1          | 1994                                                             | 1992                                                       |
| B. C. Zalgiris         | 1       | 1          | 1999                                                             | 1986                                                       |
| K. K. Bosna            | 1       | -          | 1979                                                             |                                                            |
| P. V. Roma             | 1       | -          | 1984                                                             |                                                            |
| K. K. Partizan         | 1       | -          | 1992                                                             |                                                            |
| C. S. P. Limoges       | 1       | -          | 1993                                                             |                                                            |
| S. F. D. Akademik      | -       | 2          |                                                                  | 1958, 1959                                                 |
| Spartak Z. J. Š. Brno  | -       | 2          |                                                                  | 1964, 1968                                                 |
| Pallacanestro Treviso  | -       | 2          |                                                                  | 1993, 2003                                                 |
| Saski Baskonia         | -       | 2          |                                                                  | 2001, 2005                                                 |
| S. K. Slavia Praha     | -       | 1          |                                                                  | 1966                                                       |
| A. E. K.               | -       | 1          |                                                                  | 1998                                                       |
| F. P. Bologna          | -       | 1          |                                                                  | 2004                                                       |
| AS Mónaco Basket       | -       | 1          |                                                                  | 2025                                                       |

Datos actualizados: final temporada 2024-25.

### Títulos por país
| País            | Títulos | Subtítulos | Equipos campeones                                                                                      |
| --------------- | ------- | ---------- | --- |
| España          | 14      | 19         | Real Madrid (11) FC Barcelona (2) Club Joventut (1)                                                    |
| Italia          | 13      | 13         | Pallacanestro Varese (5) Olimpia Milano (3) Virtus Bolonia (2) Pallacanestro Cantù (2) Virtus Roma (1) |
| Grecia          | 10      | 8          | Panathinaikos BC (7) Olympiacos BC (3)                                                                 |
| Unión Soviética | 8       | 6          | CSKA Moscú (4) ASK Riga (3) Dinamo Tbilisi (1)                                                         |
| Yugoslavia      | 7       | 1          | KK Split (3) KK Cibona (2) KK Bosna (1) KK Partizan (1)                                                |
| Israel          | 6       | 9          | Maccabi Tel Aviv (6)                                                                                   |
| Rusia           | 4       | 3          | CSKA Moscú (4)                                                                                         |
| Turquía         | 4       | 3          | Anadolu Efes (2) Fenerbahçe B. C. (2)                                                                  |
| Francia         | 1       | -          | CSP Limoges (1)                                                                                        |
| Lituania        | 1       | -          | BC Zalgiris (1)                                                                                        |
| Checoslovaquia  | -       | 3          | |
| Bulgaria        | -       | 2          | |
| Mónaco          | -       | 1          | |

Datos actualizados: final temporada 2024-25.

## Estadísticas
Para un completo detalle véase Estadísticas de la EuroLiga.

### Clasificación histórica
Los 1051 puntos logrados por el Real Madrid le sitúan como líder la clasificación histórica de la competición entre los 352 equipos que alguna vez han participado en la misma. 35 puntos por debajo se encuentra el segundo clasificado, el israelí Maccabi Tel Aviv Basketball Club, quien a su vez se sitúa 18 puntos por encima del tercero, el P. B. K. CSKA.

Nota: Sistema de puntuación histórico de 2 puntos por victoria. En cursiva equipos sin participación en la edición presente.
|    | Equipo                 | Temporadas | Puntos | PJ  | PG  | PE | PP  | Pts. x3 | Títulos | % Éxito 1 | % Éxito 2 |
| -- | ---------------------- | ---------- | ------ | --- | --- | -- | --- | ------- | ------- | --------- | --------- |
| 1  | Real Madrid            | 54         | 1051   | 776 | 524 | 3  | 249 | 1575    | 11      | 15.38     | 18.52     |
| 2  | Maccabi Tel Aviv B. C. | 54         | 1016   | 832 | 508 | 0  | 324 | 1524    | 6       | 9.23      | 11.11     |
| 3  | P. B. K. CSKA          | 45         | 998    | 697 | 499 | 0  | 198 | 1497    | 8       | 12.31     | 17.78     |
| 4  | F. C. Barcelona        | 36         | 864    | 639 | 432 | 0  | 207 | 1296    | 2       | 3.08      | 5.56      |
| 5  | Panathinaikós B. C.    | 42         | 765    | 582 | 382 | 1  | 199 | 1147    | 6       | 9.23      | 14.29     |
| 6  | Olympiakós B. C.       | 33         | 690    | 564 | 345 | 0  | 219 | 1032    | 3       | 4.62      | 9.09      |
| 7  | Anadolu Efes S. K.     | 32         | 540    | 481 | 270 | 0  | 211 | 810     | 2       | 3.08      | 6.25      |
| 8  | Olimpia Milano         | 32         | 397    | 365 | 198 | 1  | 166 | 594     | 3       | 4.62      | 9.38      |
| 9  | K. K. Cibona           | 23         | 354    | 367 | 177 | 0  | 190 | 521     | 2       | 3.08      | 8.70      |
| 10 | Fenerbahçe Ülkerspor   | 21         | 264    | 248 | 132 | 0  | 116 | 396     | 1       | 1.54      | 4.76      |

Actualizado al último partido jugado por alguno de los implicados el 24 de marzo de 2017.

### Triple-dobles

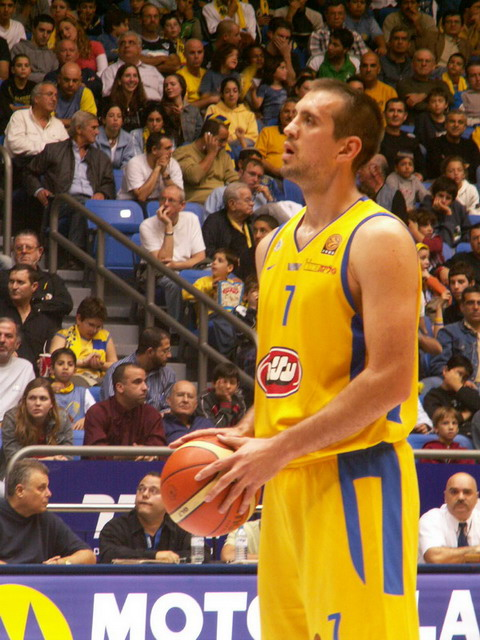
Nikola Vujčić, único jugador en lograr más de un triple-doble.

A lo largo de la competición únicamente seis jugadores han sido capaces de obtener dobles dígitos —un mínimo de diez— en al menos tres de las categorías estadísticas de puntos, rebotes, tapones, asistencias o recuperaciones. Cabe sin embargo destacar la dificultad en Europa de conseguir dicho registro debido a la duración de los encuentros, con ocho minutos menos que en comparación con la NBA, origen de dicho registro estadístico, y en donde la contabilidad de las asistencias sigue diferentes criterios.
El primero en conseguir un triple-doble desde que se tienen registros fue el estadounidense Keith Williams quien, bajo el formato de Liga Europea FIBA, logró dobles dígitos en anotación, rebotes y asistencias para la victoria del Wrocławski Klub Sportowy Śląsk Wrocław por 85-124 frente al Olympiakós Pireás en la primera ronda. Tras él lo consiguieron otros tres jugadores, mientras que bajo el actual formato de EuroLiga ULEB únicamente lo han conseguido el croata Nikola Vujčić, quien es además el único en lograrlo en dos ocasiones, jugando en ambas para el Maccabi Tel Aviv Basketball Club israelí, el griego Nick Calathes para el Panathinaikos, y el estadounidense Codi Miller-McIntyre para el Saski Baskonia.
Varios jugadores destacan también como los que más cerca estuvieron de conseguir un triple-doble en la competición, fallando mínimamente en alguno de los apartados. De ellos se indican los que, consiguiendo el doble-doble, alcanzaron un valor de al menos 6 en otra categoría.
La siguiente tabla refleja los registros de los que se tienen constancia, ya que hasta la temporada 1992-93 no comenzaron a contabilizarse los datos, mientras que en el caso de los tapones no se produjo hasta la temporada 2000-01. Por todo ello es por lo que en los orígenes de la contabilidad un doble-doble fuese el dato que más se registraba.
Nota: En negrita jugadores en activo en la competición. Registros anteriores a la temporada 1992-93 desconocidos. Nombres de equipos y banderas según la época.
| Pos.                                                                              | Jugador               | Triple-Doble | Triple-Doble | Triple-Doble | Triple-Doble | Triple-Doble | Encuentro (Marcador)      | Encuentro (Marcador) | Encuentro (Marcador)         | Encuentro (Marcador) |
| Pos.                                                                              | Jugador               | Pts.         | Reb.         | Tap.         | Ass.         | Rec.         | Encuentro (Marcador)      | Encuentro (Marcador) | Encuentro (Marcador)         | Encuentro (Marcador) |
| --------------------------------------------------------------------------------- | --------------------- | ------------ | ------------ | ------------ | ------------ | ------------ | ------------------------- | -------------------- | ---------------------------- | -------------------- |
| 1                                                                                 | Keith Williams        | 30           | 10           | ?            | 16           | 2            | B. C. Dinamo              | 85–124               | W. K. S. Śląsk Wrocław       | 16-9-1992            |
| 2                                                                                 | Vasili Karasiov       | 21           | 10           | ?            | 10           | 1            | P. B. K. TSSKA            | 95–65                | K. A. E. Olympiakós          | 9-3-1995             |
| 3                                                                                 | Bill Edwards          | 24           | 15           | -            | 10           | 3            | K. A. E. PAOK             | 83–76                | Cholet Basket                | 29-9-1999            |
| 4                                                                                 | Derrick Phelps        | 11           | 10           | -            | 12           | 3            | Alba Berlín               | 88–77                | K. A. E. Iraklís             | 29-3-2001            |
| 5                                                                                 | Nikola Vujčić         | 11           | 12           | 1            | 11           | 2            | Maccabi Tel Aviv B. C.    | 95–68                | S. T. K. Sopot               | 3-11-2005            |
| 6                                                                                 | Nikola Vujčić         | 27           | 10           | -            | 10           | 1            | Maccabi Tel Aviv B. C.    | 110–87               | K. K. Union Olimpija         | 30-11-2006           |
| 7                                                                                 | Nick Calathes         | 11           | 12           | -            | 18           | 1            | Panathinaikos             | 87–67                | Budućnost                    | 04-04-2019           |
| 8                                                                                 | Codi Miller-McIntyre  | 11           | 11           | -            | 20           | 1            | Saski Baskonia            | 94–80                | ASVEL Villeurbanne           | 08-02-2024           |
| 9                                                                                 | Darko Pahlić *        | 11           | 9            | ?            | 10           | 2            | K. K. Zadar               | 106–89               | C. B. Estudiantes            | 26-11-1992           |
| 10                                                                                | Serguéi Panov *       | 16           | 11           | ?            | 9            | -            | P. B. K. TSSKA            | 84–70                | Pallacanestro Treviso        | 1-2-1996             |
| 11                                                                                | Chuck Evans           | 17           | 9            | -            | 10           | 3            | T. S. V. Bayer Leverkusen | 102–94               | K. K. Krka                   | 7-2-2001             |
| 12                                                                                | Nick Calathes         | 13           | 11           | -            | 9            | 3            | Brose Bamberg             | 83–84                | K. A. E. Panathinaikós       | 26-10-2016           |
| 13                                                                                | Winfred King *        | 14           | 10           | ?            | 8            | 2            | Joventut Badalona         | 82–80                | Maccabi Tel Aviv B. C.       | 14-1-1993            |
| 14                                                                                | Toni Kukoč *          | 15           | 8            | ?            | 10           | 2            | K. A. E. PAOK             | 77–79                | Pallacanestro Treviso        | 13-4-1993            |
| 15                                                                                | Adnan Cansin *        | 33           | 19           | ?            | 8            | 4            | B. C. Žalgiris            | 124–64               | Í. B. Keflavíkur             | 16-9-1993            |
| 16                                                                                | Joe Arlauckas *       | 12           | 10           | ?            | 8            | 3            | Real Madrid               | 82–60                | R. C. Mechelen               | 20-1-1994            |
| 17                                                                                | Vitali Nósov *        | 16           | 12           | ?            | 1            | 8            | M. B. K. Dinamo           | 64–76                | K. K. Union Olimpija         | 22-1-1997            |
| 18                                                                                | Rickie Winslow *      | 22           | 10           | ?            | -            | 8            | F. C. Porto               | 61–76                | Türk Telekom B. K.           | 9-10-1997            |
| 19                                                                                | Jerome Allen *        | 12           | 8            | ?            | 10           | 4            | C. S. P. Limoges          | 83–72                | C. B. Estudiantes            | 22-1-1998            |
| 20                                                                                | Mirsad Türkcan *      | 18           | 12           | ?            | 8            | 2            | Anadolu Efes S. K.        | 107–91               | B. K. Avtodor                | 18-2-1999            |
| 21                                                                                | Valeri Tijonenko *    | 19           | 11           | ?            | 8            | 1            | P. B. K. TSSKA            | 98–105               | Anadolu Efes S. K.           | 4-3-1999             |
| 22                                                                                | Mindaugas Timinskas * | 22           | 8            | ?            | 11           | 1            | B. C. Žalgiris            | 89–70                | Alba Berlín                  | 8-12-1999            |
| 23                                                                                | Luka Dončić           | 10           | 11           | -            | 8            | 1            | Real Madrid               | 80–75                | Maccabi Tel Aviv B. C.       | 13-1-2017            |
| 24                                                                                | Michael Young *       | 18           | 10           | ?            | 7            | 1            | C. S. P. Limoges          | 71–57                | Guildford Kings              | 8-10-1992            |
| 25                                                                                | Stefano Rusconi *     | 19           | 14           | ?            | -            | 7            | Pallacanestro Treviso     | 75–67                | K. A. E. Olympiakós          | 18-2-1993            |
| 26                                                                                | Spider Ledesma *      | 33           | 12           | ?            | 5            | 7            | B. C. Spartak Sofia       | 109–91               | Achilleas Kaïmakliou         | 9-9-1993             |
| 27                                                                                | Arvydas Sabonis *     | 24           | 18           | ?            | 7            | 2            | Real Madrid               | 81–36                | C. S. P. Limoges             | 2-2-1994             |
| 28                                                                                | Žarko Paspalj *       | 21           | 12           | ?            | 5            | 7            | P. B. K. TSSKA            | 77–70                | K. A. E. Panathinaikós       | 23-11-1994           |
| 29                                                                                | Leonid Iailo *        | 33           | 12           | ?            | 7            | 2            | B. K. Budivelnyk          | 98–77                | T. S. V. Bayer Leverkusen    | 28-9-1995            |
| 30                                                                                | Valeriy Dayneko *     | 25           | 12           | ?            | 3            | 7            | P. B. K. TSSKA            | 88–76                | F. C. Barcelona              | 12-3-1998            |
| 31                                                                                | Byron Houston *       | 15           | 14           | ?            | 7            | 1            | C. S. K. Samara           | 74–78                | ASVEL Basket                 | 24-9-1998            |
| 32                                                                                | Emilijo Kovačić *     | 23           | 13           | ?            | 2            | 7            | K. K. Zadar               | 74–56                | ASVEL Basket                 | 6-1-1999             |
| 33                                                                                | Doron Sheffer *       | 20           | 7            | ?            | 12           | -            | Maccabi Tel Aviv B. C.    | 104–64               | Saski Baskonia               | 4-2-1999             |
| 34                                                                                | Hüseyin Beşok         | 19           | 21           | 7            | -            | -            | Anadolu Efes S. K.        | 104–75               | Basket Luleå                 | 4-1-2001             |
| 35                                                                                | Raimonds Miglinieks   | 10           | 7            | -            | 11           | -            | Maccabi Tel Aviv B. C.    | 89–82                | W. K. S. Śląsk Wrocław       | 14-3-2001            |
| 36                                                                                | Siniša Kelečević *    | 23           | 6            | ?            | 10           | 1            | K. K. Zadar               | 73–77                | Pallacanestro Treviso        | 28-10-1992           |
| 37                                                                                | Toni Kukoč *          | 22           | 11           | ?            | 6            | 1            | Pallacanestro Treviso     | 77–58                | V. L. P. Pesaro              | 18-3-1993            |
| 38                                                                                | Pavel Bečka *         | 17           | 10           | ?            | -            | 6            | Pallacanestro Treviso     | 97–73                | U. S. K. Praha               | 6-10-1993            |
| 39                                                                                | Saša Vólkov *         | 17           | 10           | ?            | 6            | ?            | K. A. E. Panathinaikós    | 87–73                | C. S. P. Limoges             | 17-3-1994            |
| 40                                                                                | Stéphane Ostrowski *  | 13           | 10           | ?            | 6            | -            | P. B. K. TSSKA            | 104–77               | Olympique d'Antibes J. L. P. | 29-9-1994            |
| 41                                                                                | Arvydas Sabonis *     | 18           | 14           | ?            | 4            | 6            | Real Madrid               | 70–54                | S. L. Benfica                | 8-12-1994            |
| 42                                                                                | Cornel Alecu *        | 14           | 14           | ?            | -            | 6            | C. S. U. Sibiu            | 69–67                | K. S. Dinamo                 | 14-9-1995            |
| 43                                                                                | Charles Shackleford * | 28           | 16           | ?            | 6            | -            | Ülker G. S. K.            | 94–71                | Olympique d'Antibes J. L. P. | 30-11-1995           |
| 44                                                                                | Delaney Rudd *        | 22           | 6            | ?            | 12           | -            | ASVEL Basket              | 72–64                | T. S. V. Bayer Leverkusen    | 7-11-1996            |
| 45                                                                                | Dejan Tomašević *     | 17           | 11           | ?            | 6            | -            | É. B. Pau-Orthez          | 74–70                | K. K. Partizan               | 17-12-1997           |
| 46                                                                                | Andréi Fetísov *      | 19           | 11           | ?            | 2            | 6            | B. K. Avtodor             | 83–86                | É. B. Pau-Orthez             | 12-11-1998           |
| 47                                                                                | Michael Anderson *    | 10           | 6            | ?            | 11           | 2            | ASVEL Basket              | 72–56                | Ülker G. S. K.               | 14-1-1999            |
| 48                                                                                | Eurelijus Žukauskas * | 15           | 11           | ?            | 6            | -            | B. C. Žalgiris            | 65–67                | Real Madrid                  | 11-11-1999           |
| 49                                                                                | Hüseyin Beşok *       | 13           | 17           | ?            | 6            | 1            | Anadolu Efes S. K.        | 78–68                | K. K. Laško                  | 3-2-2000             |
| 50                                                                                | Daniel Santiago *     | 18           | 10           | ?            | 1            | 6            | F. P. Bologna             | 91–82                | Pallacanestro Varese         | 16-2-2000            |
| 51                                                                                | Nikola Prkačin *      | 16           | 10           | ?            | 4            | 6            | K. K. Cibona              | 88–80                | K. K. Laško                  | 17-2-2000            |
| 52                                                                                | Mindaugas Timinskas * | 16           | 11           | ?            | 6            | 2            | P. B. K. TSSKA            | 76–64                | B. C. Žalgiris               | 17-2-2000            |
| 53                                                                                | Dejan Tomašević *     | 19           | 14           | ?            | 6            | 1            | ASVEL Basket              | 57–83                | K. K. Budućnost              | 17-2-2000            |
| 54                                                                                | Andréi Kirilenko      | 23           | 16           | 2            | 3            | 6            | Alba Berlín               | 80–77                | P. B. K. TSSKA               | 7-12-2000            |
| 55                                                                                | Andréi Kirilenko      | 11           | 12           | 6            | 2            | -            | Maccabi Tel Aviv B. C.    | 66–74                | P. B. K. TSSKA               | 13-12-2000           |
| Estadísticas actualizadas hasta el último partido jugado el 8 de febrero de 2024. |                       |              |              |              |              |              |                           |                      |                              |                      |

Nota * : Es posible que los registros indicados, y alguno más no señalado, pudieran alcanzar el triple-doble gracias a los tapones ya que éstos no empezaron a contabilizarse hasta la temporada 2000-01 bajo el actual formato de EuroLiga ULEB.

### Tabla histórica de anotadores
El máximo anotador del torneo es el estadounidense Mike James con 5276 puntos, seguido del francés Nando de Colo y del griego Vassilis Spanoulis con 4849 y 4455 puntos respectivamente. Un total de 74 jugadores han superado la barrera de los dos mil puntos en la historia de la competición y, tan sólo, 23 jugadores han superado los tres mil puntos.
El norteamericano Alphonso Ford ostenta el mejor promedio anotador con 22,2 puntos por partido, aunque con solo 54 partidos disputados. De entre los que han disputado al menos 100 partidos, el mejor promedio lo tiene Mike James con 16,3 puntos por partido. El récord de anotación en un solo partido lo posee el yugoslavo Radivoj Korać desde 1965, al anotar 99 puntos con el OKK Belgrado en un partido de la antigua Copa de Europa contra el Alvik BK de Estocolmo. Con el formato actual de Euroliga, el récord lo tiene Shane Larkin, con 49 puntos, superando el anterior registro que compartían Alphonso Ford, Carlton Myers, Kaspars Kambala y Bobby Brown, con 41 puntos.
Nota: indicados en negrita jugadores activos en la categoría durante la campaña 2024-25 además de su actual equipo. No contabilizados los datos de la Copa de Europa.
| Pos.                                                                            | Jugador             | Pts. | Part. | Prom. | Debut   | Club *                  |
| ------------------------------------------------------------------------------- | ------------------- | ---- | ----- | ----- | ------- | ----------------------- |
| 1                                                                               | Mike James          | 5276 | 323   | 16.33 | 2014-15 | AS Mónaco Basket        |
| 2                                                                               | Nando de Colo       | 4849 | 327   | 14.83 | 2010-11 | ASVEL Lyon-Villeurbanne |
| 3                                                                               | Vassilis Spanoulis  | 4455 | 358   | 12.44 | 2005-06 | Olympiakós B. C.        |
| 4                                                                               | Sergio Llull        | 4216 | 447   | 9.43  | 2007-08 | Real Madrid             |
| 5                                                                               | Juan Carlos Navarro | 4152 | 341   | 12.18 | 2000-01 | F. C. Barcelona         |
| 6                                                                               | Nikola Mirotić      | 4078 | 276   | 14.78 | 2008-09 | Olimpia Milano          |
| 7                                                                               | Kostas Sloukas      | 4053 | 426   | 9.51  | 2009-10 | Panathinaikós           |
| 8                                                                               | Jan Veselý          | 4047 | 376   | 10.76 | 2008-09 | F. C. Barcelona         |
| 9                                                                               | Sergio Rodríguez    | 3772 | 405   | 9.31  | 2010-11 | Real Madrid             |
| 10                                                                              | Shane Larkin        | 3643 | 247   | 14.75 | 2016-17 | Anadolu Efes            |
| 11                                                                              | Georgios Printezis  | 3599 | 375   | 9.60  | 2002-03 | Olympiakós B. C.        |
| 12                                                                              | Tornike Shengelia   | 3507 | 283   | 12.39 | 2011-12 | Virtus Bolonia          |
| 13                                                                              | Miloš Teodosić      | 3420 | 309   | 11.07 | 2007-08 | Estrella Roja           |
| 15                                                                              | Kyle Hines          | 3339 | 425   | 7.86  | 2007-08 | Olimpia Milano          |
| 17                                                                              | Paulius Jankūnas    | 3241 | 392   | 8.27  | 2003-04 | Žalgiris Kaunas         |
| Estadísticas actualizadas hasta el último partido jugado el 31 de mayo de 2025. |                     |      |       |       |         |                         |

### Tabla histórica de reboteadores
El máximo reboteador del torneo es el lituano Paulius Jankūnas con 2010 rebotes, —siendo también el que más registra defensivamente con 1453—, seguido de los 1877 del caboverdiano Walter Tavares y los 1855 del estadounidense Kyle Hines —el que más registra ofensivamente con 824—. Les siguen Felipe Reyes y Jan Veselý con 1799 y 1780, respectivamente. En total, sólo 9 jugadores alcanzan la cifra de 1500 rebotes en la historia de la competición.
De entre los jugadores que han disputado más de 100 partidos en la competición, el turco Mirsad Türkcan ostenta el mejor promedio con 9,976 rebotes por partido; además es, junto a Antonis Fotsis, el único en la historia del torneo en su actual formato en conseguir más de 20 rebotes en un partido; anteriormente lo habían conseguido Orlando Phillips, Arvydas Sabonis, Peđa Šarić, Roy Tarpley, Tony Massenburg, Emilio Kovačić, Charles Shackleford, Warren Kidd, Žan Tabak, Hüseyin Beşok y Lazaros Papadopoulos. Con un promedio superior al citado de Türkcan se encuentra el del norteamericano Joseph Blair, con 10,046 rebotes por encuentro, pero con únicamente 65 partidos jugados.
Nota: indicados en negrita jugadores activos en la categoría durante la campaña 2024-25 además de su actual equipo. No contabilizados los datos de la Copa de Europa.
| Pos.                                                                            | Jugador             | Reb. | Part. | Prom. | Debut   | Club *              |
| ------------------------------------------------------------------------------- | ------------------- | ---- | ----- | ----- | ------- | ------------------- |
| 1                                                                               | Paulius Jankūnas    | 2010 | 392   | 5.13  | 2003-04 | Žalgiris            |
| 2                                                                               | Walter Tavares      | 1877 | 276   | 6.8   | 2017-18 | Real Madrid         |
| 3                                                                               | Kyle Hines          | 1855 | 425   | 4.36  | 2010-11 | Olimpia Milano      |
| 4                                                                               | Felipe Reyes        | 1799 | 357   | 5.04  | 2000-01 | Real Madrid         |
| 5                                                                               | Jan Veselý          | 1780 | 376   | 4.73  | 2008-09 | F. C. Barcelona     |
| 6                                                                               | Nicolò Melli        | 1646 | 343   | 4.8   | 2010-11 | Fenerbahçe S. K.    |
| 7                                                                               | Ioannis Bourousis   | 1603 | 284   | 5.64  | 2002-03 | Panathinaikós B. C. |
| 8                                                                               | Bryant Dunston      | 1594 | 364   | 4.38  | 2013-14 | Žalgiris            |
| 9                                                                               | Ante Tomić          | 1545 | 283   | 5.46  | 2009-10 | F. C. Barcelona     |
| 10                                                                              | Nikola Mirotić      | 1459 | 276   | 5.29  | 2008-09 | Olimpia Milano      |
| 11                                                                              | Georgios Printezis  | 1452 | 375   | 3.87  | 2002-03 | Olympiakós B. C.    |
| 12                                                                              | Kostas Papanikolaou | 1434 | 396   | 3.62  | 2009-10 | Olympiakós B. C.    |
| 13                                                                              | Johannes Voigtmann  | 1430 | 285   | 5.02  | 2016-17 | Bayern de Múnich    |
| 15                                                                              | Othello Hunter      | 1424 | 275   | 5.18  | 2013-14 | Bayern de Múnich    |
| 16                                                                              | Tibor Pleiß         | 1401 | 344   | 4.07  | 2010-11 | Anadolu Efes S.K.   |
| Estadísticas actualizadas hasta el último partido jugado el 31 de mayo de 2025. |                     |      |       |       |         |                     |

### Jugadores con mayor cantidad de partidos disputados
Un total de 103 jugadores han superado la barrera de los doscientos encuentros en la historia de la competición, y únicamente 26, los trescientos partidos.
Sergio Llull es el jugador que más partidos ha disputado en la postemporada (55), mientras que el griego Kostas Sloukas es el que más tiempo ha estado en pista, con un total de 9 804 minutos en quince temporadas en las que participó, a una media de más de 650 minutos por temporada, o 23 minutos por encuentro disputado.
Nota: indicados en negrita jugadores activos en la categoría durante la campaña 2024-25 además de su actual equipo. No contabilizados los datos de la Copa de Europa.
| Pos.                                                                            | Jugador             | P.J. | P.O. | Prom. | Debut   | Club(es)                                                                                         |
| ------------------------------------------------------------------------------- | ------------------- | ---- | ---- | ----- | ------- | ------------------------------------------------------------------------------------------------ |
| 1                                                                               | Sergio Llull        | 447  | 55   | 23.5  | 2007-08 | Real Madrid (447)                                                                                |
| 2                                                                               | Kostas Sloukas      | 426  | 53   | 28.4  | 2009-10 | Olympiakós Pireás (210), Fenerbahçe S. K. (143), Panathinaikos B. C. (73)                        |
| 3                                                                               | Kyle Hines          | 425  | 44   | 30.4  | 2010-11 | Brose Bamberg (10), Olympiakós Pireás (53), PBC CSKA Moscú (218), Olimpia Milano (144)           |
| 4                                                                               | Sergio Rodríguez    | 405  | 49   | 28.9  | 2004-05 | Club Estudiantes de Baloncesto (14), Real Madrid (221), PBC CSKA Moscú (71), Olimpia Milano (99) |
| 5                                                                               | Kostas Papanikolaou | 396  |      | 26.4  | 2009-10 | Olympiakós Pireás (368), F. C. Barcelona (28)                                                    |
| 6                                                                               | Paulius Jankūnas    | 392  | 6    | 20.6  | 2003-04 | B. C. Žalgiris (376), BC Khimki (16)                                                             |
| 7                                                                               | Jan Veselý          | 376  |      | 26.9  | 2008-09 | KK Partizan (54), Fenerbahçe S. K. (222), F. C. Barcelona (100)                                  |
| 8                                                                               | Georgios Printezis  | 375  | 44   | 19.7  | 2001-02 | Olympiakós Pireás (349), Unicaja Málaga (26)                                                     |
| Estadísticas actualizadas hasta el último partido jugado el 21 de mayo de 2025. |                     |      |      |       |         |                                                                                                  |

### Entrenadores más laureados
El entrenador que más veces ha ganado la máxima competición europea es el serbio Željko Obradović, con nueve títulos conseguidos con cinco equipos diferentes. Es también el entrenador que más veces ha ganado la actual EuroLiga, con un total de cinco.
Nota: indicados en negrita entrenadores activos en la competición durante la campaña 2018-19. 
| \| Pos. \| Entrenador \| Títulos \| Años \| \| ---------------------------------------------------- \| ------------------ \| ------- \| ----------------------------------------------------- \| \| 1 \| Željko Obradović \| 9 \| 1992, 1994, 1995, 2000, 2002, 2007, 2009, 2011 y 2017 \| \| 2 \| Alexander Gomelsky \| 4 \| 1958, 1959, 1960 y 1971 \| \| = \| Pedro Ferrándiz \| 4 \| 1965, 1967, 1968 y 1974 \| \| = \| Božidar Maljković \| 4 \| 1989, 1990, 1993 y 1996 \| \| = \| Ettore Messina \| 4 \| 1998, 2001, 2006 y 2008 \| \| 3 \| Aleksandar Nikolić \| 3 \| 1970, 1972 y 1973 \| \| = \| Pini Gershon \| 3 \| 2001, 2004 y 2005 \| \| = \| Ergin Ataman \| 3 \| 2021, 2022 y 2024 \| \| 4 \| Yevgueni Alekséyev \| 2 \| 1961 y 1963 \| \| = \| Sandro Gamba \| 2 \| 1975 y 1976 \| \| = \| Lolo Sainz \| 2 \| 1978 y 1980 \| \| = \| Valerio Bianchini \| 2 \| 1982 y 1984 \| \| = \| Željko Pavličević \| 2 \| 1986 y 1991 \| \| = \| Dušan Ivković \| 2 \| 1997 y 2012 \| \| = \| Pablo Laso \| 2 \| 2015 y 2018 \| \| = \| Dimitrios Itoudis \| 2 \| 2016 y 2019 \| \| Estadísticas actualizadas hasta la Euroliga 2023-24. \| \| \| \| |                    |         |                                                       |
| Pos. | Entrenador         | Títulos | Años                                                  |
| 1 | Željko Obradović   | 9       | 1992, 1994, 1995, 2000, 2002, 2007, 2009, 2011 y 2017 |
| 2 | Alexander Gomelsky | 4       | 1958, 1959, 1960 y 1971                               |
| = | Pedro Ferrándiz    | 4       | 1965, 1967, 1968 y 1974                               |
| = | Božidar Maljković  | 4       | 1989, 1990, 1993 y 1996                               |
| = | Ettore Messina     | 4       | 1998, 2001, 2006 y 2008                               |
| 3 | Aleksandar Nikolić | 3       | 1970, 1972 y 1973                                     |
| = | Pini Gershon       | 3       | 2001, 2004 y 2005                                     |
| = | Ergin Ataman       | 3       | 2021, 2022 y 2024                                     |
| 4 | Yevgueni Alekséyev | 2       | 1961 y 1963                                           |
| = | Sandro Gamba       | 2       | 1975 y 1976                                           |
| = | Lolo Sainz         | 2       | 1978 y 1980                                           |
| = | Valerio Bianchini  | 2       | 1982 y 1984                                           |
| = | Željko Pavličević  | 2       | 1986 y 1991                                           |
| = | Dušan Ivković      | 2       | 1997 y 2012                                           |
| = | Pablo Laso         | 2       | 2015 y 2018                                           |
| = | Dimitrios Itoudis  | 2       | 2016 y 2019                                           |
| Estadísticas actualizadas hasta la Euroliga 2023-24. |                    |         |                                                       |

## Transmisión internacional
- España: Movistar Plus+[117]
- México y Centroamérica: Star+
- Sudamérica: DirecTV Sports